# Machalpur
Machalpur is een nagar panchayat (plaats) in het district Rajgarh van de Indiase staat Madhya Pradesh. 

## Demografie
Volgens de Indiase volkstelling van 2001 wonen er 7.884 mensen in Machalpur, waarvan 52% mannelijk en 48% vrouwelijk is. De plaats heeft een alfabetiseringsgraad van 53%. 